# Anolis reconditus
Espèce
Synonymes
- Norops reconditus (Underwood & Williams, 1959)

Anolis reconditus est une espèce de sauriens de la famille des Dactyloidae. 

## Répartition
Cette espèce est endémique de Jamaïque. Elle se rencontre dans les Blue Mountains.

## Description
Les mâles mesurent jusqu'à 100 mm et les femelles jusqu'à 84 mm.

## Publication originale
- Underwood & Williams, 1959 : The anoline lizards of Jamaica. Bulletin of the Institute of Jamaica, Science series, no 9, p. 1-48 (texte intégral).